# Grafico a orizzonte

Questa immagine è un esempio di grafico a orizzonte, che illustra una serie di 13 dataset che vanno dal 2010 al 2020.

Un grafico a orizzonte è una rappresentazione grafica dei dati bidimensionale che mostra una variabile quantitativa su un intervallo continuo, come il tempo. Il grafico a orizzonte è un grafico utile per identificare tendenze e valori estremi all'interno di grandi dataset. Simile alle sparkline e ai ridgeline plot, Il grafico a orizzonte non è la visualizzazione più adatta per individuare con precisione valori specifici. Invece, la sua forza sta nel fornire una panoramica e nell'evidenziare modelli e valori anomali nei dati.

## Storia
La tecnica di costruzione del grafico a orizzonte da un aerogramma è stata sviluppata per la prima volta da Takafumi Saito et al. presso la Tokyo University of Agriculture and Technology nel 2005. Questa tecnica è stata indicata come pseudo colorazione bicolore. Successivamente, la Panopticon Software ha commercializzato indipendentemente la procedura e ha fatto riferimento alle visualizzazioni risultanti come grafici a orizzonte.

## Panoramica

La figura illustra i cinque passaggi coinvolti nella trasformazione di un aerogramma in un grafico a orizzonte: A. Definizione di un asse orizzontale per differenziare i valori positivi dai valori negativi. B. Riflessione dei valori negativi sopra l'asse, usando il blu per i valori positivi e il rosso per i valori negativi. C. Divisione del grafico in bande distinte. D. Regolazione dell'opacità delle aree in base al numero di suddivisioni. E. Stratificazione delle bande ottenute una sopra l'altra per creare il grafico a orizzonte finale.

Il grafico a orizzonte è una variazione del aerogramma. Dopo aver stabilito un asse orizzontale, i valori negativi vengono specchiati sull'asse orizzontale, mentre i valori positivi mantengono la loro posizione. Come approccio alternativo, invece di riflettere le porzioni negativi del grafico, possono essere spostate in modo che il valore più piccolo sia allineato con l'asse orizzontale. I livelli del grafico a orizzonte sono formati dividendo le aree in intervalli orizzontali uguali e sovrapponendo le bande risultanti.
Il colore è essenziale nei grafici a orizzonte: il colore serve a differenziare i valori positivi da quelli negativi e la sua intensità indica la grandezza dei valori. Il colore di ciascuna area nel grafico si ottiene sovrapponendo più bande trasparenti. I colori più intensi indicano i valori maggiori e quelli meno intensi rappresentano i valori minori.
I grafici a orizzonte permetto di ridurre lo spazio verticale occupato dalla visualizzazione, risultando in un grafico più compatto che assomiglia a una mappa di calore. Questo consente la rappresentazione di una grande quantità di dati in un'unica visualizzazione. La natura compatta del grafico a orizzonte facilita il confronto di diverse serie di dati all'interno di un'unica visualizzazione. Si presta bene anche alla creazione di small multiples, in cui è possibile visualizzare diversi grafici affiancati per analizzare e confrontare contemporaneamente vari set di dati. Questo design compatto migliora l'efficienza e l'efficacia dell'analisi e dell'interpretazione dei dati.

## Costruzione del grafico

Grafico a orizzonte che mostra la differenza tra le emissioni di gas serra di alcuni paesi europei e la corrispondente media europea per ogni anno, dal 2012 al 2021.

Quando si crea un grafico a orizzonte è fondamentale la selezione dell'origine dell'asse verticale per la determinazione dell'asse orizzontale. Nella maggior parte dei casi, l'origine è il valore 0 (zero), tuttavia, questa caratteristica del grafico a orizzonte può essere sfruttata per enfatizzare delle tendenze rispetto a un valore arbitrario. Selezionando una diversa origine, come una specifica soglia o benchmark, è possibile evidenziare tendenze rispetto a questo valore. Questa flessibilità consente di adattare la visualizzazione a specifiche esigenze analitiche o di attirare l'attenzione su particolari trend o deviazioni da un punto di riferimento prescelto. Una volta determinata l'origine dell'asse verticale, la variabile quantitativa viene assegnata all'asse verticale, mentre la variabile continua viene assegnata all'asse orizzontale. Il processo di stratificazione delle bande in un grafico a orizzonte comporta la divisione in intervalli orizzontali uguali e la sovrapposizione delle aree del grafico per ottenere la visualizzazione finale. Questa è la caratteristica del grafico a orizzonte che consente una visualizzazione compatta dei dati.
In un grafico a orizzonte è comune utilizzare uno schema di colori divergente, come il rosso e il blu. Il rosso è tipicamente usato per rappresentare valori negativi o con significato negativo, mentre il blu è impiegato per indicare valori positivi o con significato positivo. Tale combinazione di colori aiuta a distinguere visivamente i dati favorendo l'interpretazione e la comprensione del grafico. Nel loro articolo del 2005, Saito et al. hanno proposto un approccio diverso all'uso del colore nei grafici a orizzonte. Hanno utilizzato il concetto di colorazione discreta, in cui l'intervallo di valori dell'asse verticale è suddiviso in parti uguali e a ciascun intervallo viene assegnato un colore distintivo. Questo metodo permette una lettura precisa dei valori nel grafico. A differenza dei colori divergenti, l'obiettivo è utilizzare una scala di colori che cambia continuamente per rappresentare i dati in modo accurato. Questa colorazione del grafico a orizzonte consente ai lettori di interpretare valori specifici in base ai colori assegnati all'interno del grafico.

## Implementazione
I grafici a orizzonte possono essere creati utilizzando vari strumenti open source. Alcune popolari opzioni per la creazione di grafici a orizzonte includono D3.js, R e RAWgraphs tra gli altri.